# Totiana Razafinjato
Totiana Rinho Razafinjato (ur. 1995) – madagaskarski zapaśnik walczący w stylu wolnym. 
Zajął siódme miejsce na mistrzostwach Afryki w 2022. Piąty na igrzyskach frankofońskich w 2023. Srebrny medalista igrzysk Wysp Oceanu Indyjskiego w 2023 roku.